# 예산 향천사 구층석탑
예산 향천사 구층석탑(禮山 香泉寺 九層石塔)은 대한민국 충청남도 예산군 예산읍, 향천사 나한전 앞에 있는 삼국시대의 구층석탑이다. 1984년 5월 17일 충청남도의 문화재자료 제174호로 지정되었다.

## 개요
655년(백제 의자왕 15년)에 의각 스님이 창건하였다고 전한다. 의각은 당나라에 들어갔다가 귀국할 때 불상을 돌배에 싣고 백제 오산현 북포 해안에 이르러 알맞은 절터를 잡지 못하여 몇 달을 머물렀다. 이때 배안에서 치는 종소리가 강촌을 진동하여 마을 이름이 종경리가 되었다. 어느 날 금오 한 쌍이 날아오더니 지금의 절터를 일러주었기에 금오산이라고 부르게 되었다고 한다. 화강석재로 된 탑은 나한전 앞뜰에 위치하며, 높이가 3.75m이다. 2층 기단이며 4매로 된 지대석 위에 기단부가 있고, 하대 면석에 우주가 조각되어 있다. 탑신은 1층에만 우주가 조각되어 있고, 2·3층은 우주가 없이 지붕돌을 받고 있으며, 4층 이상은 탑신이 없는 채로 지붕돌만 받쳐 있다. 상층부에는 노반과 보주만이 남아있다.

## 같이 보기
- 구층석탑

## 참고 자료
- 향천사구층석탑 - 국가유산청 국가유산포털